# Анђели и демони (филм)
Анђели и демони (енгл. Angels & Demons) је амерички филм из 2009. године. То је екранизација истоименог романа писца Дена Брауна. Филм представља наставак серијала филмова о професору Роберту Лангдону. Такође представља и наставак филма Да Винчијев код, иако је роман Анђели и демони написан пре Да Винчијевог кода. Филм је снимљен на локацијама у Риму и Сони пикчерс студију у Калвер Ситију. Глумац Том Хенкс поново се нашао у улози Роберта Лангдона, док је продуцент Рон Хауард још једном режирао Брауново дело по сценарију Дејвида Кепа и Акиве Голдсмана.
Филм је широм света зарадио преко 485 милиона долара и примио је углавном мешане критике од стране критичара, који га ипак сматрају побољшањем у односу на претходни филм. Наставак филма, Инферно, премијерно је приказан 2016. године.

## Радња
Роберт Лангдон покушава да реши убиство и разоткрије заверу древне организације – Илумината – да разнесе Ватикан током папске конклаве. Филм говори о Лангдоновом окршају са мрачним тајним друштвом, Илуминатима, и његовој френетичној потрази за најмоћнијим светским извором енергије, у пратњи прелепе италијанске физичарке чији је отац, бриљантни физичар, убијен.

## Улоге
| Глумац               | Улога                    |
| -------------------- | ------------------------ |
| Том Хенкс            | професор Роберт Лангдон  |
| Јуан Макгрегор       | Камерленго Патрик Мекена |
| Ајелет Зурер         | др Виторија Ветра        |
| Стелан Скарсгорд     | Максимилијан Рихтер      |
| Пјерфранческо Фавино | Ернесто Оливети          |
| Армин Милер Штал     | Кардинал Штраус          |